# Charlotte Kalla
Marina Charlotte Kalla (Tärendö, 22 de julio de 1987) es una deportista sueca que compite en esquí de fondo. 
Participó en tres Juegos Olímpicos de Invierno, obteniendo en total nueve medallas: dos en Vancouver 2010, oro en la prueba de 10 km y plata en velocidad por equipo (junto con Anna Haag); tres en Sochi 2014, oro en el relevo 4 × 5 km (con Ida Ingemarsdotter, Emma Wikén, Anna Haag), y plata en las pruebas de 10 km y 15 km, y cuatro medallas en Pyeongchang 2018, oro en los 15 km y plata en 10 km, velocidad por equipo (con Stina Nilsson) y relevo 4 × 5 km (con Anna Haag, Ebba Andersson y Stina Nilsson).
Ganó trece medallas en el Campeonato Mundial de Esquí Nórdico entre los años 2009 y 2019.

## Palmarés internacional
| Juegos Olímpicos   | Juegos Olímpicos            | Juegos Olímpicos  | Juegos Olímpicos     |
| Año                | Lugar                       | Medalla           | Prueba               |
| ------------------ | --------------------------- | ----------------- | -------------------- |
| 2010               | Vancouver (Canadá)          | Medalla de oro    | 10 km                |
| 2010               | Vancouver (Canadá)          | Medalla de plata  | Relevo 4 × 5 km      |
| 2014               | Sochi (Rusia)               | Medalla de oro    | Relevo 4 × 5 km      |
| 2014               | Sochi (Rusia)               | Medalla de plata  | 10 km                |
| 2014               | Sochi (Rusia)               | Medalla de plata  | 15 km                |
| 2018               | Pyeongchang (Corea del Sur) | Medalla de oro    | 15 km                |
| 2018               | Pyeongchang (Corea del Sur) | Medalla de plata  | 10 km                |
| 2018               | Pyeongchang (Corea del Sur) | Medalla de plata  | Velocidad por equipo |
| 2018               | Pyeongchang (Corea del Sur) | Medalla de plata  | Relevo 4 × 5 km      |
| Campeonato Mundial |                             |                   |                      |
| Año                | Lugar                       | Medalla           | Prueba               |
| 2009               | Liberec (República Checa)   | Medalla de bronce | Relevo 4 × 5 km      |
| 2011               | Oslo (Noruega)              | Medalla de oro    | Velocidad por equipo |
| 2011               | Oslo (Noruega)              | Medalla de plata  | Relevo 4 × 5 km      |
| 2013               | Val di Fiemme (Italia)      | Medalla de plata  | Velocidad por equipo |
| 2013               | Val di Fiemme (Italia)      | Medalla de plata  | Relevo 4 × 5 km      |
| 2015               | Falun (Suecia)              | Medalla de oro    | 10 km                |
| 2015               | Falun (Suecia)              | Medalla de plata  | Relevo 4 × 5 km      |
| 2015               | Falun (Suecia)              | Medalla de bronce | 15 km                |
| 2015               | Falun (Suecia)              | Medalla de bronce | 30 km                |
| 2017               | Lahti (Finlandia)           | Medalla de plata  | 10 km                |
| 2017               | Lahti (Finlandia)           | Medalla de plata  | Relevo 4 × 5 km      |
| 2017               | Lahti (Finlandia)           | Medalla de bronce | 15 km                |
| 2019               | Seefeld (Austria)           | Medalla de oro    | Relevo 4 × 5 km      |